# Dzięcioły (województwo wielkopolskie)
Dzięcioły – wieś w Polsce, w województwie wielkopolskim, w powiecie kaliskim, w gminie Brzeziny.
W latach 1975–1998 miejscowość administracyjnie należała do województwa kaliskiego.
Zobacz też: Dzięcioły, Dzięcioły Bliższe, Dzięcioły Dalsze